# Salsola nodulosa
Salsola nodulosa là loài thực vật có hoa thuộc họ Dền. Loài này được (Moq.) Iljin miêu tả khoa học đầu tiên năm 1930.